# Абд аль-Малик I
О других правителях с подобным титулом см.: Абд аль-Малик
А́бд аль-Мали́к I (перс. عبدالملک‎; 936 или 944/5 ноябрь 961) — саманидский правитель Хорасана и Мавераннахра (954—961), преемник своего отца Нуха I. Согласно позднему источнику (переводу Ахмеда аль-Кубави «Истории Бухары» Наршахи), во время вступления на престол ему было всего лишь 10 лет. Война с Буидами, начатая при Нухе, была закончена при нём (955—956 гг.) миром, не особенно выгодным для Саманидов. Как показывают монеты, заключение мира было связано с признанием халифа аль-Мути.
О внутреннем положении страны при Абд аль-Малике известно мало. Из этих немногих известий не видно, заслужил ли юный государь те похвалы, которые ему расточает Макдиси. Реальная власть, по-видимому, оставалась в руках тюркских гулямов возвысившихся при Нухе. Характерно сообщение об убийстве наместника Хорасана Бекра ибн Мелика в Бухаре перед воротами дворца. Преждевременная смерть Абд аль-Малика была вызвана падением с лошади во время игры в човган. Его сын Наср, согласно Макдиси, был признан правителем лишь один день.

## Происхождение
Абд аль-Малик был старшим сыном Нуха I. Согласно историку Наршахи, Абд аль-Малик взошел на трон в возрасте 10 лет, что означает, что он родился в 944/5 году. Encyclopaedia Islamica считает сведения Наршахи неубедительными, а возможно, неверно истолкованными. В нём утверждается, что в хрониках нет упоминания о 10-летнем Абд аль-Малике, которому регент помогал управлять государством. Тем не менее, в нем по-прежнему говорится, что «до тех пор, пока не появится дополнительная документация, ничего более определенного по этому вопросу сказать нельзя».

## Правление

Карта Хорасана, Мавераннахра и Тохаристана

Со времен правления Нуха I в Саманидской Империи возникло несколько трудностей: финансовые трудности, недовольство в армии и появление могущественных соседних династий, таких как Буиды. Внутренние раздоры, нехватка способных визирей и растущая власть тюркских солдат-гулямов также ослабили империю. От своего отца Абд аль-Малик унаследовал неспокойное королевство; при известии о смерти Нуха многие военачальники в разных частях королевства восстали. Абд аль-Малику удалось взойти на трон только при поддержке ведущих военачальников. С самого начала его правления фактической властью обладали военачальники и придворные. Абд аль-Малик назначил Абу Мансура Мухаммада ибн Узайра своим визирем, в то время как Бакр ибн Малик аль-Фергани сохранил свой пост губернатора Хорасана.
Как бы то ни было, гулямы быстро набирали все большую силу. Алп-тегин получил для себя пост губернатора Хорасана и назначил на этот пост Абу Али Балами, сына Абу-ль-Фадля Балами. Однако новый визирь был не так компетентен, как его отец. Он был впечатлительным, а гулямы продолжали еще больше укреплять свою власть над королевством. По словам иранского историка XI-го века Гардизи, Алп-тегин и Балами работали в тесном сотрудничестве; он также добавил, что «Балами никогда ничего не делал без ведома Алп-тегина и по его рекомендации».

## Личность
О личности Абд аль-Малика известно не так много. Шамсуддин аль-Мукаддаси считал его исключительной фигурой среди саманидских монархов, в то время как Шабанкараи изображал его справедливым и добродетельным человеком.  Во время своего правления Абд аль-Малик был известен как аль-Муаффак («Божественно помогающий»), а после его смерти его, по-видимому, стали называть аль-Муайяд.